# Sigurd Agrell
Per Sigurd Agrell est un poète, traducteur et professeur suédois né le 16 janvier 1881 et mort le 19 avril 1937.

## Biographie
Il est le fils de Frans Vilhelm Agrell et d'Ida Vendela Örtenholm. Il effectue ses études secondaires à Norrmalm, un quartier de la ville de Stockholm en grande partie détruit et reconstruit en 1950-1960. En 1898, après avoir obtenu son diplôme de fin d'études, il est admis à l'Université d'Uppsala. Il est licencié en 1907. Cependant, il préfère poursuivre sa carrière universitaire à l'Université de Lund, où en 1908 il soutient sa thèse de doctorat en polonais. Nommé docteur en 1909, il obtient un poste d'assistant dans la même université.
En 1921, il devient professeur de langues slaves à Université de Lund où il enseigne depuis 21 ans. Il traduit plusieurs ouvrages dont les nouvelles d'Ivan Bounine, des contes slaves, et Anna Karénine de Tolstoï. En outre, il travaille assidûment sur les langues slaves. Il écrit un certain nombre d'ouvrages sur le sujet.
Agrell a commencé sa carrière poétique à l'âge de 16 ans au lycée d'Örebro. Il publie des traductions et des poèmes dans un magazine en espéranto Lingvo Internacia, qui a commencé à être publié en 1895 à Uppsala. Devenu étudiant à l'Uppsala il devient membre de la société littéraire des Quatre diables, avec Sven Lidman, John Landquist et Harald Brising.
La poésie d'Agrell est symboliste. La forme reste très conventionnelle, avec une certaine tendance à l'emphase, mais avec quelques tentatives de vers-librisme moderne qui, comme Agrell, passeront malheureusement inaperçues dans le milieu littéraire suédois. Sigurd Agrell finit par focaliser sa recherche sur les questions philologiques et l'enseignement des langues.
À Lund, le personnage, assez fantaisiste, est réputé pour ses excentricités. C'est à ce titre, quasi mythique, qu'il passe à la postérité souvent cité dans les biographies ou les mémoires d'autres célébrités comme Sven Lidman, de Bertil Malmberg, d'Anders Österling et de Sigfrid Siwertz, pour ne citer que ceux-là. Österling disait de lui dans son Minnets vägar (1967) que c'était « un drôle d'oiseau ».
Agrell est peut-être davantage connu pour son enseignement des langues slaves, pour ses qualités d'expert en runologie et pour avoir formulé la théorie d'Uthark (en). Il s'est aussi adonné à la numérologie, ce qui lui a valu d'être cruellement ridiculisé par le physicien John Tandberg.
Sigurd Agrell a épousé la gymnaste Anna Osterman Elvira, fille d'un sergent garde-côtes. Il est le père du psychologue Jan Agrell et du zoophysiologue Ivar Agrell, le grand-père du littérateur Beata Agrell et de l'historien Wilhelm Agrell. Tous sont ou ont été professeurs.